# 1633 Chimay
Az 1633 Chimay (ideiglenes jelöléssel 1929 EC) a Naprendszer kisbolygóövében található aszteroida. Sylvain Julien Victor Arend fedezte fel 1929. március 3-án.